# نيكولا هيكس
نيكولا هيكس (بالإنجليزية: Nicola Hicks) هي نحّاتة بريطانية، ولدت في 3 مايو 1960 في لندن في المملكة المتحدة.

## معرض صور

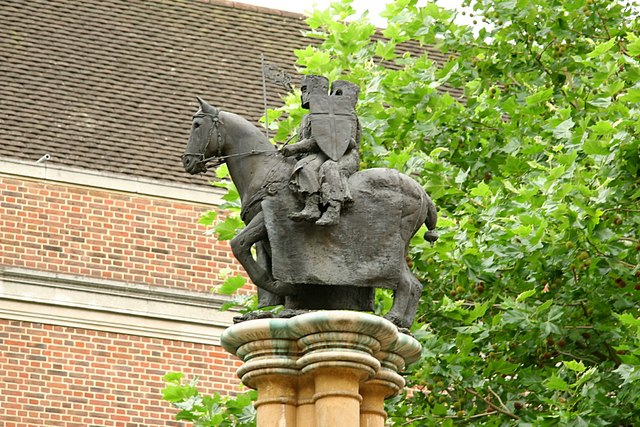
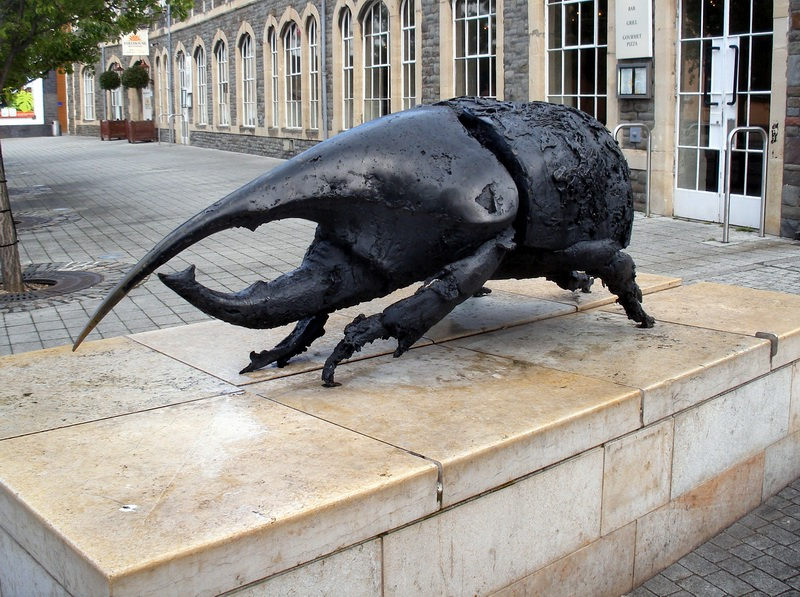
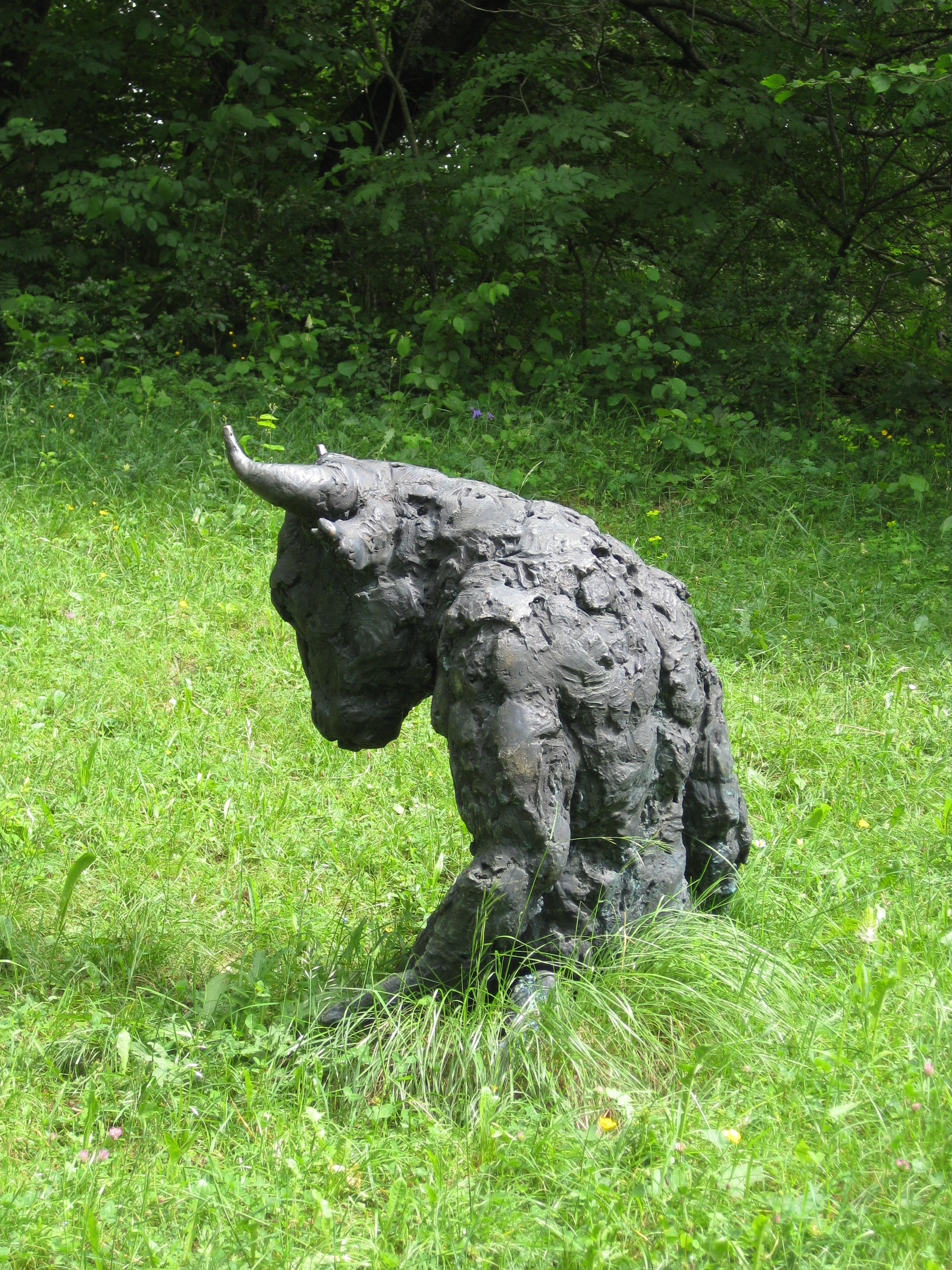
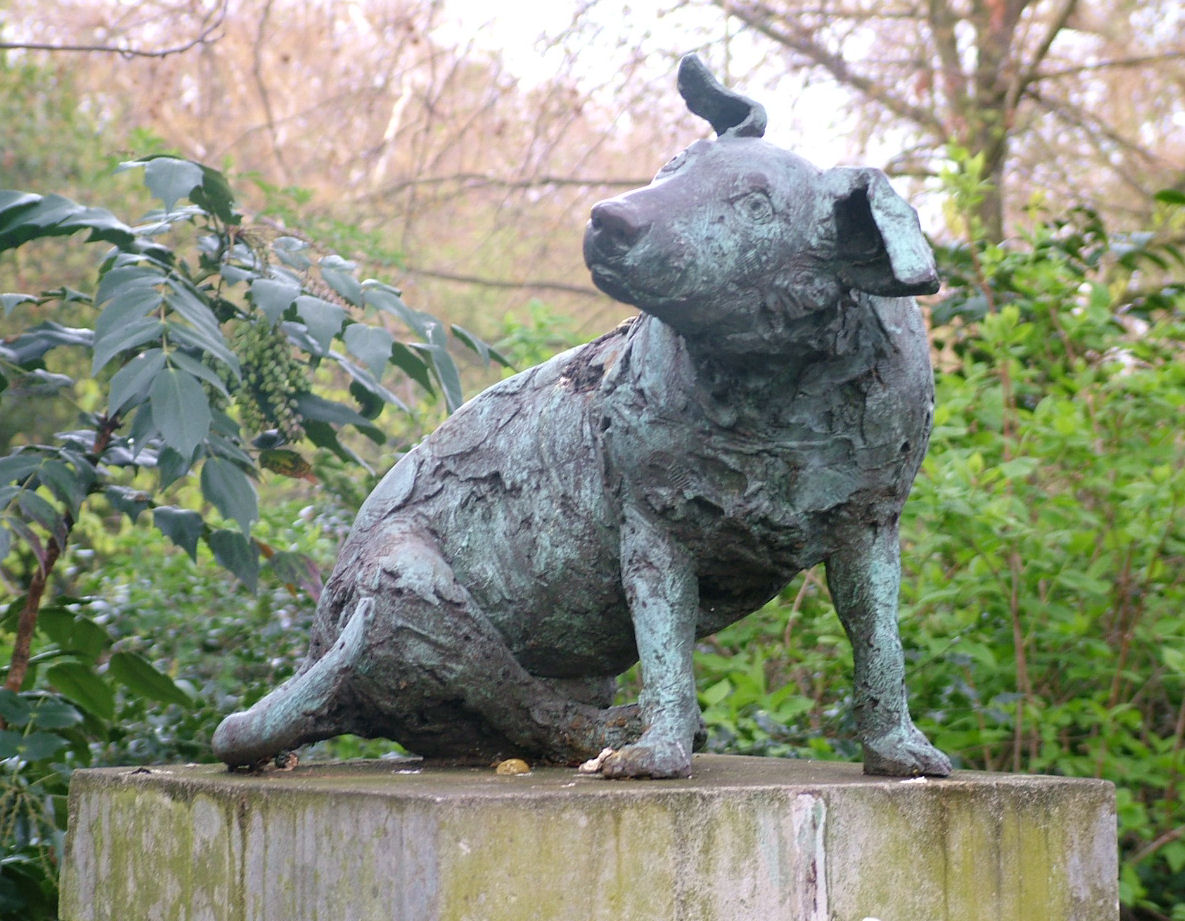